# 威廉·欧文
威廉·欧文（William Irwin，1827年—1886年3月15日），美国政治家，民主党人，曾任加利福尼亚州州长（1875年-1880年）。